# Franc Klukej
Franc Klukej, slovenski rudarski nadzornik, komunist, partizan in prvoborec, * 1902, Lokovec, Celje.
Leta 1932 je postal član KPS. Ob koncu aprilske vojne se je pridružil NOB.

## Odlikovanja
- red dela I. stopnje
- red za hrabrost
- red bratstva in enotnosti II. stopnje
- red zaslug za ljudstvo III. stopnje
- partizanska spomenica 1941